# کلونتارف
کلونتارف (به لاتین: Clontarf) یک منطقهٔ مسکونی در جمهوری ایرلند است که در دوبلین واقع شده‌است. کلونتارف ۳۲٬۸۱۵ نفر جمعیت دارد.